# ウェスト・コースト地方
ウェスト・コースト地方（ウェスト・コーストちほう、英: West Coast Region）は、ニュージーランドの南島西部に位置する地方。

## 概要
南島の西部に位置する。周辺地域は2万3276平方キロメートルで、周辺人口は3万500人（2006年）。国内で最も人口密度が低く、極東ロシア並みの世界屈指の過疎地域である。ウェスト・コースト地方議会が行政組織を運営している。中心都市はグレイマウス。
タスマン海と南アルプス山脈に接する地帯にあり、湿気を多く含んだ雨雲が山脈にぶつかるため、雨が非常に多い。そのため雨の地域として知られる。

## 都市一覧
- グレイマウス
- ウェストポート